# Sibylle de Juliers-Clèves-Berg
Sibylle de Juliers-Clèves-Berg, margravine de Burgau (26 août 1557 - 1628) est une duchesse allemande.

## Biographie
Sibylle naît le 26 août 1557 à Clèves. Elle est la sixième des sept enfants de Guillaume IV, duc de Clèves, de Berg, de Juliers, etc., et de Marie d'Autriche, archiduchesse d'Autriche.
Ses frères et sœurs sont Marie-Éléonore (1550-1608), Anne (1552-1632), Madeleine (1553-1633), Charles Frédéric (en) (1555-1575), Élisabeth (1556-1561) et Jean-Guillaume (1562-1609).
À la mort de Guillaume IV en 1552, Jean-Guillaume hérite des Duchés unis de Juliers-Clèves-Berg. Mais vers 1600, sa santé mentale se détériore, il est déclaré fou et écarté du gouvernement.

Sa femme, Jacqueline de Bade (en) (1558-1597), fille de Philibert, margrave de Bade-Bade, et de Mahaut de Wittelsbach, tente de gouverner à sa place. Mais une lutte de pouvoir éclate entre Jacqueline et Sibylle, que cette dernière finit par gagner. Sibylle fait emprisonner Jacqueline en l'accusant d'adultère. Elle est même soupçonnée d'être partiellement responsable de son décès en 1597.

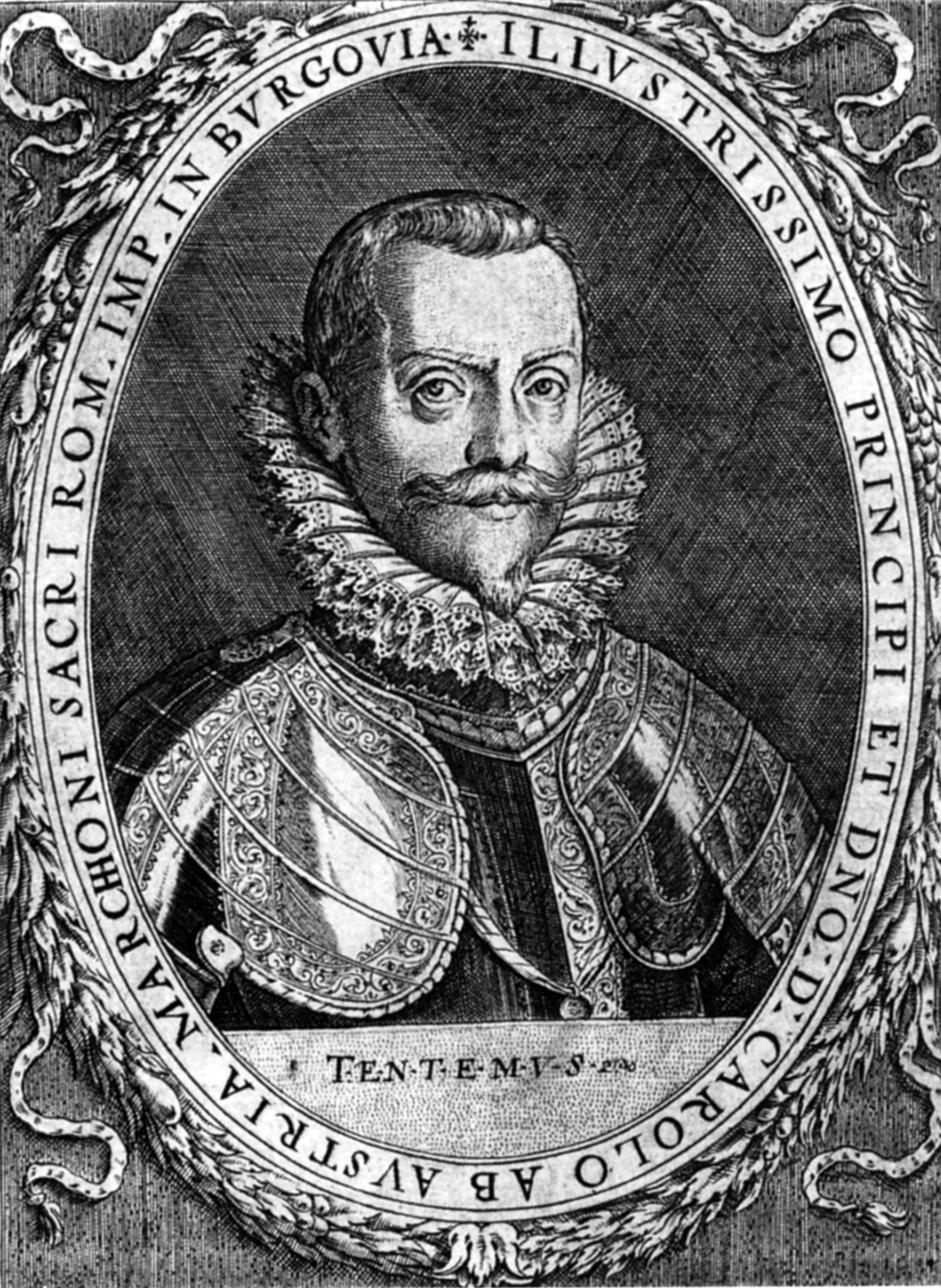
Margrave Karl de Burgau. Eau-forte. Dominicus Custos. Après 1606.

Certains écrivains contemporains décrivent la princesse Sibylle comme « dominatrice, imprudente et impitoyable ». Jacqueline la décrit dans ses mémoires comme ayant un « double esprit ».
En 1601, Sibylle épouse le margrave Charles de Burgau, le couple n'aura pas d'enfants. En 1610, ils s'installent dans leur résidence de Günzburg où Sibylle entretient une cour féodale, même après la mort de son mari en 1618.
En 1609, Jean-Guillaume meurt et s'ensuit une guerre, dite guerre de Succession de Juliers qui oppose les cinq sœurs du duc, et les maisons de Saxe, de Palatinat-Neubourg et de Brandebourg.
Sibylle de Juliers-Clèves-Berg meurt en 1628, à Günzburg, en Bavière. Elle est d'abord enterrée à côté de son mari dans l'église des Capucins. Lors de la démolition de l'église, ses restes sont transférés à l'église Saint-Martin, également à Günzburg.